# Elben (Westerwald)
Elben ist eine Ortsgemeinde im Landkreis Altenkirchen (Westerwald) in Rheinland-Pfalz. Sie gehört der Verbandsgemeinde Betzdorf-Gebhardshain an. Mundartlich wird der Ort „Elwen“ genannt.

## Geographie
Die Ortsgemeinde liegt in den nördlichen Ausläufern des Westerwalds hin zum Siegerland südlich von Betzdorf; Nachbargemeinden sind Steineroth im Nordosten, Molzhain im Osten, Dickendorf im Südosten, und Steinebach/Sieg im Süden und Gebhardshain im Südwesten. Elben liegt an der Landesstraße 281 in einem engen Taleinschnitt am Zusammenfluss von Elbbach und Steinebacher Bach.
Zu Elben gehören die Wohnplätze Weiselstein und Dauersberger Mühle.

## Geschichte
Am 3. Mai 1316 wurde Elben erstmals urkundlich erwähnt. Einige Gehöfte im Ortskern mögen die Grundlage der Erstbesiedlung gewesen sein. Nach einer Tabelle von 1667 zählte Elben zum Kirchspiel Gevertzhaen (Gebhardshain). 1704 bestand in Elben eine Bannmühle, zu der nach Aufzeichnungen des Jahres 1704 insgesamt 72 Mahlgäste ihr Mahlgut brachten oder bringen mussten. Neben dieser Dauersberger Mühle, etwa einen Kilometer vom Ort entfernt, befand sich nach 1700 eine zweite Mühle, eine Ölmühle, im Ort.
In den Jahren 1987 und 1991 war Elben Kreissieger im Landeswettbewerb Unser Dorf soll schöner werden, worauf auch am Ortseingang hingewiesen wird.
Bevölkerungsentwicklung
Die Entwicklung der Einwohnerzahl der Gemeinde Elben, die Werte von 1871 bis 1987 beruhen auf Volkszählungen:
| Jahr | Einwohner |
| ---- | --------- |
| 1815 | 93        |
| 1835 | 158       |
| 1871 | 188       |
| 1905 | 239       |
| 1939 | 218       |
| 1950 | 233       |
| 1961 | 282       |

| Jahr | Einwohner |
| ---- | --------- |
| 1970 | 287       |
| 1987 | 266       |
| 1997 | 321       |
| 2005 | 331       |
| 2011 | 341       |
| 2017 | 345       |
| 2023 | 342       |

## Politik

### Gemeinderat
Der Gemeinderat in Elben besteht aus acht Ratsmitgliedern, die bei der Kommunalwahl am 9. Juni 2024 in einer Mehrheitswahl gewählt wurden, und der ehrenamtlichen Ortsbürgermeisterin als Vorsitzender.

### Bürgermeister
Gerlinde Klassen wurde am 6. September 2024 Ortsbürgermeisterin von Elben. Bei der Direktwahl am 9. Juni 2024 war sie als einzige Bewerberin mit einem Stimmenanteil von 87,4 % für fünf Jahre gewählt worden.
Klassens Vorgänger Hermann-Josef Neubert hatte das Amt 16 Jahre inne und kandidierte bei der Wahl 2024 nicht erneut als Ortsbürgermeister.

### Wappen
| Wappen von Elben | Blasonierung: „In Silber ein roter Schrägrechtsbalken mit drei aneinander gereihten silbernen Rauten, begleitet rechts von einem roten vierspeichigen Mühlrad, links von einem grünen Wacholderzweig mit blauen Beeren.“ |
| Wappen von Elben | Wappenbegründung: Die Herren von Gebhardsayn genannt von Lützerath führte in Rot drei schrägrechts aneinander gereihte weiße Rauten. Hier verdeutlicht das Wappen die langjährige enge Zugehörigkeit zu Gebhardshain. Zu Elben gehört auch die Dauersberger Mühle. Für sie steht das Mühlrad. Eine nahezu historische Wacholder-Destillation von 1897 ist in Elben beheimatet. Für sie steht der Wacholderzweig. Elben führt dieses Wappen seit 1988. |

## Kultur und Sehenswertes

### Sehenswürdigkeiten
Die Villa der Familie Meyer, die die ehemalige Wacholderbrennerei betrieb, steht heute unter Denkmalschutz.

### Vereine
In Elben sorgen die Historische Feuerwehr Elben, die Sportjugend Elbenia und der Gemischte Chor Elbenia für kulturelle und sportliche Angebote. Weiterhin besteht in Elben ein Begräbnisverein.

## Wirtschaft und Verkehr
In der Vergangenheit bildeten Landwirtschaft und Bergbau die Erwerbsgrundlage der Ortsbewohner. Kleinere Gewerbe- und Dienstleistungsbetriebe ergänzen das örtliche Angebot. Wichtiger Arbeitgeber am Ort ist die DaVinci Haus GmbH mit etwa 130 Mitarbeitern.
Der Bahnhof Elben lag an der Bahnstrecke Scheuerfeld–Emmerzhausen.